# کونگ لینگوی
کونگ لینگوی (انگلیسی: Kong Linghui؛ زادهٔ ۱۸ اکتبر ۱۹۷۵) یک بازیکن تنیس روی میز اهل جمهوری خلق چین است. 
وی در مسابقات کشوری و بین‌المللی در مجموع برنده ۱۶ مدال طلا، ۱۰ مدال نقره، ۲ مدال برنز شده‌است.